# كلوتيلد غريفز
كلوتيلد غريفز (بالإنجليزية: Clotilde Graves)‏ (3 يونيو 1863 في جمهورية أيرلندا - 3 ديسمبر 1932)؛ مؤلِّفة، كاتِبة مسرحية وروائية بريطانية-أيرلندية.

## روابط خارجية
- كلوتيلد غريفز على موقع IMDb (الإنجليزية)
- كلوتيلد غريفز على موقع قاعدة بيانات برودواي على الإنترنت (الإنجليزية)
- كلوتيلد غريفز على موقع قاعدة بيانات برودواي على الإنترنت (الإنجليزية)